# Emmanuel Gaillard (personnalité politique suisse)
Pour les articles homonymes, voir Emmanuel Gaillard et Gaillard.
Emmanuel Gaillard, né en 1875 et mort en 1956, est une personnalité politique suisse, membre du Parti radical-démocratique. Ingénieur de formation, il est syndic de Lausanne entre le 19 décembre 1931 et le 31 décembre 1933.